# تسوگ
تَسوگ (شکل عربی‌شده‌اش: تسوج و طسوج) یکی از واحدهای تقسیمات کشوری ایران در زمان ساسانیان بود.
در زمان ساسانیان تقسیمات کشوری ایران به قرار سرزمین (ایالت)، خوره (استان) و تسوگ (شهرستان) و رُستاگ (دهستان) بود.
در روزگار ساسانی عراق امروزی را در تقسیمات بزرگ‌تر کشوری دل ایران‌شهر می‌نامیدند و دل ایران‌شهر به یازده استان و شصت تسوگ (شهرستان) بخش می‌شد.
واژهٔ پارسی میانهٔ تَسوم به معنای چهارم است و تسوگ مشتقی از آن و به معنی یک‌چهارم است. بنابراین تسوگ در کاربرد اولیهٔ خود به عنوان یک‌چهارم ناحیه بزرگ‌تر از خود در تقسیمات کشوری در نظر گرفته می‌شده‌است.
اصطلاح تسوگ بیشتر برای سرزمینهای عراق عرب به کار می‌رفته، مانند تسوگ انبار در یمن و تسوگ‌های بزرگ‌شاپور، مَسْکِن، بُداة و جُبَّه در عراق.
اما در ایران هم کاربرد داشته‌است، مانند تسوگ‌های رویدشت و روذ در اصفهان و تسوگ فارس.
ظاهراً تقسیم اراضی به طسوج بر اساس آبیاری بوده و ربع دانگ اراضی را شامل می‌شده‌است.